# Rio Santana (vattendrag i Brasilien, Mato Grosso do Sul)
Rio Santana är ett vattendrag i Brasilien.   Det ligger i delstaten Mato Grosso do Sul, i den södra delen av landet, 500 km sydväst om huvudstaden Brasília.
Omgivningarna runt Rio Santana är en mosaik av jordbruksmark och naturlig växtlighet. Runt Rio Santana är det glesbefolkat, med 10 invånare per kvadratkilometer.